# Albízia
Albízia, faveiro, ou cabeça-de-negro (Albizia lebbeck (L.) Bentham; Mimosoideae) é uma árvore.